# Xaxim
Xaxim es un municipio brasileño del estado de Santa Catarina. Tiene una población estimada al 2022 de 31 918 habitantes. Pertenece a la Región metropolitana de Chapecó.

## Toponimia
El nombre Xaxim tiene varios orígenes. Uno cuenta que la localidad era lugar de tropeiros que pasaban con dirección a Passo Fundo y Nonoai, el nombre que les daban era "las bandas de xaxim", un árbol de ese nombre común en la región.
Otra versión es una expresión que usaba el Pueblo cáingang, "xá xi", que significa "pequeño, pequeño". Otra historia cuenta que existía en la localidad un negro africano llamado Josezinho Xaxim, y el nombre fue dado en su honor.
Sin embargo, la versión más aceptada es de origen cáingang, con "Xa" que significa "cascada" y "xim", que significa "pequeña".

## Historia
La localidad fue elevada a distrito en 1921 con el nombre de Hercílio Luz, expresidente de Santa Catarina entonces gobernador. Durante esta década, la apertura de casas comerciales y el proceso colonizador, atrajo colonos desde Río Grande del Sur.
Tras la revolución de 1930, cambió su nombre a Xaxim. En 1938, el distrito fue elevado a freguesia. El censo de 1950 registró una población de 5 565 habitantes en Xaxim. Fue elevado a municipio el 20 de febrero de 1954.